# Glypta kunashirica
Glypta kunashirica là một loài tò vò trong họ Ichneumonidae.